# برنارد جاكسون
برنارد جاكسون (بالإنجليزية: Bernard Jackson)‏ هو لاعب كرة قدم أمريكية أمريكي، ولد في 10 مايو 1980 في لويفيل في الولايات المتحدة.

## وصلات خارجية
- برنارد جاكسون على موقع مرجع كرة القدم المحترفة.كوم (الإنجليزية)